# روجر سبوتيسوود
روجر سبوتيسوود هو مخرج أفلام ومسلسلات كندي، بريطاني، أمريكي ولد في 5 يناير 1945.